# Johann Friedrich John
Johann Friedrich John (* 10. Januar 1782 in Anklam; † 5. März 1847 in Berlin) war ein deutscher Chemiker und Pharmakologe. 

## Leben
Der promovierte Mediziner war von 1804 bis 1806 als Professor an einem ökonomischen Institut in Moskau tätig. Von 1806 bis zu ihrer Schließung 1811 war er Professor für Chemie und Pharmazie an der Viadrina in Frankfurt (Oder). Anschließend ging er an die Universität in Berlin. 
Johann Friedrich John verfasste zum Teil mehrbändige Schriften zur Chemie und zu chemischen Arbeitsverfahren. Die 1814 von ihm herausgegebene Nährstofftabelle ist die älteste in Buchform.  Er  entdeckte etwa zur gleichen Zeit und unabhängig von Louis-Joseph Vicat (1786–1861) das optimale Verhältnis zwischen Ton- und Kalkgehalt bei der Herstellung hydraulischer Kalke. Er untersuchte als Erster die 1819 vom Fabrikanten K. Kestner entdeckte Traubensäure. Weiterhin forschte er zu den Oxiden des Mangans.

## Schriften (Auswahl)
- Versuch einer Methode zur Untersuchung der Mineralwasser : Mit Darstellung einiger Eigenschaften über das Wasser im allgemeinen. Moskau 1805.
- Chemisches Laboratorium oder Anweisung zur chemischen Analyse der Naturalien : nebst Darstellung der nöthigsten Reagenzien Maurer, Berlin 1808.(Digitalisat)
  - 1. 1808
  - 2. 1810
  - 3. 1813
- Recherches chymiques sur deux substances minerales, que l’on a placées dans l’ordre magnésien. Moskau 1809.
- Chemische Untersuchungen mineralischer, vegetabilischer und animalischer Substanzen : Fortsetzung des chemischen Laboratoriums. Maurer, Berlin 1810–1821.
- Chemische Tabellen der Pflanzenanalysen oder Versuch eines systematischen Verzeichnisses der bis jetzt zerlegten Vegetabilien nach den vorwaltenden näheren Bestandtheilen. Schrag, Nürnberg 1814 (Digitalisat)
- Chemische Tabellen des Thierreichs : Oder systematische Uebersicht der Resultate aller bis jetzt zerlegten Animalien; mit Rücksicht auf die wichtigsten medicinischen Thatsachen, welche aus der Chemie entlehnt sind; einige wichtige chemische Erscheinungen der Zoochemie und Eigenschaften der animalischen Körper, und die Literatur. Maurer, Berlin 1814.
- Naturgeschichte des Succins, oder des sogenannten Bernsteins; nebst Theorie der Bildung aller fossilen, bituminösen Inflammabilien des organischen Reichs und den Analysen derselben. 
  - Band 1: Naturgeschichte des Succins oder Bernsteins. Köln 1816  (Volltext)
- Handwörterbuch der allgemeinen Chemie. F. A. Brockhaus, Leipzig und Altenburg 1817–1819. (Digitalisierte Ausgabe der Universitäts- und Landesbibliothek Düsseldorf)
- Über Kalk und Mörtel im Allgemeinen und den Unterschied zwischen Muschelschalen- und Kalksteinmörtel insbesondere : nebst Theorie des Mörtels ; eine von der Holländischen Gesellschaft der Wissenschaften gekrönte Preisschrift. Duncker und Humblot, Berlin 1819. (Faksimile, Duncker und Humblot, München 1926).
- Über die Ernährung der Pflanzen im Allgemeinen und den Ursprung der Pottasche und anderer Salze in ihnen insbesondere : Mit Hinsicht auf einige für die Arzneikunde wichtige Folgerungen ; Eine von der Königl. Holländischen Gesellschaft der Wissenschaften gekrönte Preisschrift. Rücker, Berlin 1819.
- Die Malerei der Alten, von ihrem Anfange bis auf die christliche Zeitrechnung : nach Plinius mit Berücksichtigung Vitruvs und anderer alten Klassiker, bearbeitet und erläutert. Nebst theoretischer und praktischer Untersuchung der antiken Tafel-, Wand- und Vasenmalerei, der Enkaustik und ältesten Mosaiken. Steffen, Berlin 1836.
- (Volltext)